# 別内駅
別内駅（ピョルネえき）は、大韓民国京畿道南楊州市別内洞にある韓国鉄道公社京春線およびソウル交通公社8号線（別内線）の駅である。駅番号は京春線がP124、8号線が804。

## 駅構造
- 島式ホーム2面2線の高架駅。

## 利用状況
近年の一日平均利用人員推移は下記のとおり。なお、2012年は開業日の12月15日から12月31日までの17日間の平均である。
| 路線    | 路線     | 2010年 | 2011年 | 2012年 | 2013年 | 2014年 | 2015年 | 2016年 | 2017年 | 2018年 | 出典  |
| ------- | -------- | ------ | ------ | ------ | ------ | ------ | ------ | ------ | ------ | ------ | ----- |
| ●京春線 | 乗車人員 | 未開業 | 未開業 | 364    | 1,010  | 1,748  | 2,113  | 2,352  | 2,479  | 2,474  | [ 1 ] |
| ●京春線 | 降車人員 | 未開業 | 未開業 | 358    | 964    | 1,680  | 2,037  | 2,299  | 2,410  | 2,384  | [ 1 ] |
| ●京春線 | 乗降人員 | 未開業 | 未開業 | 722    | 1,974  | 3,428  | 4,150  | 4,651  | 4,889  | 4,858  | [ 1 ] |

## 駅周辺
- 別内洞
- 退溪院インターチェンジ
- 別内インターチェンジ
- Eマート別内店
- 別内119安全センター

## 歴史
- 2012年12月15日 - 開業。
- 2024年8月10日 - ソウル地下鉄8号線（別内線）が延伸開業し、乗り換え駅になる[2]。

## 隣の駅
韓国鉄道公社
●京春線
緩行
葛梅駅 (P123) - 別内駅 (P124) - 退渓院駅 (P125)
ソウル交通公社
 8号線（別内線）
別内駅 (804) - 茶山駅 (805)